# Jeřáb (Orlické hory)
Jeřáb (německy Ebereschberg či Abreschenberg) je vrchol v České republice ležící v Orlických horách.

## Geomorfologické zařazení
Jeřáb se nachází v geomorfologickém celku Orlické hory, podcelku Bukovohorská hornatina, okrsku Orličský hřbet a podokrsku Bukovohorský hřbet.

## Poloha
Jeřáb je nejnižším a nejsevernějším ze tří vrcholů Bukovohorského hřbetu. Pod jeho severním svahem se nachází Červenovodské sedlo a za ním Prostřední vrch patřící již do hřbetu Suchovršského. Od sousedního vrchu Na planiskách v rámci hřbetu na jihovýchodě jej odděluje mělké sedlo. Svahy na západě a východě jsou prudké se značným převýšením. Vrch se nachází asi 8,5 km jihozápadně od města Králíky a asi 7 km východně od města Jablonné nad Orlicí. Vrch s tímto názvem není v oblasti jediný. Asi 8,5 km na severovýchod se nachází stejnojmenná hora, která je nejvyšším vrcholem Hanušovické vrchoviny. Oba vrcholy jsou od sebe na dohled. Vrch leží na území přírodního parku Suchý vrch - Buková hora.

## Vodstvo
Vrch leží na hlavním evropském rozvodí Severního a Černého moře. Východní svah je odvodňován potoky tekoucími do přítoku Moravské Sázavy Březné, západní svah odvodňují potoky posléze se vlévající do Tiché Orlice. Ve východním svahu se nachází Fredův pramen.

## Vegetace a stavby
Souvislé hospodářské smrčiny jsou částečně vykáceny. V nižších partiích se vyskytují louky. Významnější stavby se ve vrcholovém prostoru nenacházejí, do jižního svahu vybíhá zástavba obce Čenkovice a menší lyžařské vleky.

## Komunikace
Severním svahem stoupá do Červenovodského sedla silnice I/11 Praha - Ostrava. Prostor vrcholu je obsluhován sítí lesních cest různé kvality, další veřejná silniční komunikace se zde nenachází. Přes vrchol prochází červeně značená cyklistická trasa 4071, východně od něj pak zeleně značená turistická trasa 4234 z Červenovodského sedla do Lanškrouna. Prostor vrchu je též obsluhován sítí běžkařských tras přináležejících ke skiareálu v Čenkovicích.